# Mamma
Pour les articles homonymes, voir Mamma (homonymie).
Mammatus ou mamma (du latin signifiant mamelle ou mamelon) est un terme qui désigne en météorologie des poches circulaires à la base de nuages convectifs tels les altocumulus et les cumulonimbus,,
,,. Il s'agit donc d'une particularité supplémentaire associée à certains types de nuages.
Leur couleur est normalement bleu-gris comme le nuage lui-même mais ils peuvent prendre des tons or ou rougeâtres lorsque le soleil couchant les illumine. Ils sont le plus souvent associés à des orages mais peuvent également se voir sous des nuages non violents comme les altostratus,. Mamma est le substantif employé dans les rapports météorologiques METAR (abrévié mam) et mammatus est un adjectif (comme dans cumulonimbus mammatus).

## Formation
Ils se forment lorsqu'une partie instable d'un nuage dérive au-dessus d'une couche d'air très sèche. Les gouttelettes ou cristaux de glace du nuage s'évaporent en descendant dans la couche sèche ce qui la refroidit en enlevant de l'énergie pour l'évaporation. Comme la descente des gouttelettes n'est pas uniforme, l'humidification de la couche sous-jacente sera inégale et des zones seront donc plus sèches que d'autres. De plus, la température de la couche sèche ne sera pas uniforme à cause de l'évaporation différentielle.
Ainsi, on retrouvera dans l'air sous la base du nuage des endroits avec une température et une humidité relative plus grandes qu'à d'autres endroits. Cette situation est instable dynamiquement : les zones chaudes et humides subissent une poussée d'Archimède vers le haut étant moins denses et celles plus froides et sèches auront une poussée vers le bas. Ceci créera une alternance de zones de mouvements convectifs ascendants et subsidents. Les deux effets combinés donneront à la base de la couche nuageuse l'aspect en mamelon,. 
Les précipitations tombant sous un nuage vont également s'évaporer dans ces conditions et aider à la formation de mammas sous le nuage. De plus, si les précipitations sont sous forme solide (cristaux de glace, neige, grêle), elles vont fondre avant de s'évaporer ou directement sublimer. Ceci demande plus d'énergie, ce qui augmentera les mouvements verticaux convectifs.
L'apparition et la position des mammas n'est cependant pas complètement expliquée théoriquement. En effet, bien que les conditions ci-dessus se retrouvent très souvent à la base des nuages, on n'observe les formes mammatus que dans certaines situations. De plus, même avec un nuage comme un cumulonimbus souvent associé avec des mamma, on les retrouve généralement à des endroits spécifiques, comme à l'enclume, et pas nécessairement partout dans ce dernier endroit. Certains mécanismes supplémentaires ont été suggérés pour expliquer l'organisation :
- Refroidissement du sommet du nuage qui s'évapore dans l'air sec d'altitude et devient plus dense que son environnement ce qui crée une poussée vers le bas. Ce mouvement négatif amplifierait le mécanisme de formation mammatus. De la même façon, la base d'un nuage épais est réchauffée par le sol sous-jacent et devient instable. Ces deux poussées dynamiques sont applicables à la base du nuage mais l'effet devrait être mineur dans l'enclume d'un orage.
- Les forts mouvements verticaux dans un orage sont compensés à l'extérieur par des mouvements vers le bas. Ceci crée des ondes de gravité qui vont se propager horizontalement et peuvent organiser les zones de mammas dans des cumulonimbus voisins mais cela est peu probable dans des nuages moins convectifs.
- Lorsque deux masses d'air ayant des vitesses de déplacement horizontal différentes glissent l'une sur l'autre, un mouvement vertical est engendré et forme des ondes dites de Kelvin-Helmholtz. Ce genre d'ondes peuvent être créées dans la situation de formation mammatus et peuvent accentuer l'effet. Cependant, on retrouve généralement ces ondes quand les masses d'air sont stables ce qui est l'inverse des nuages de type cumulus.

### Mamma de cumulonimbus

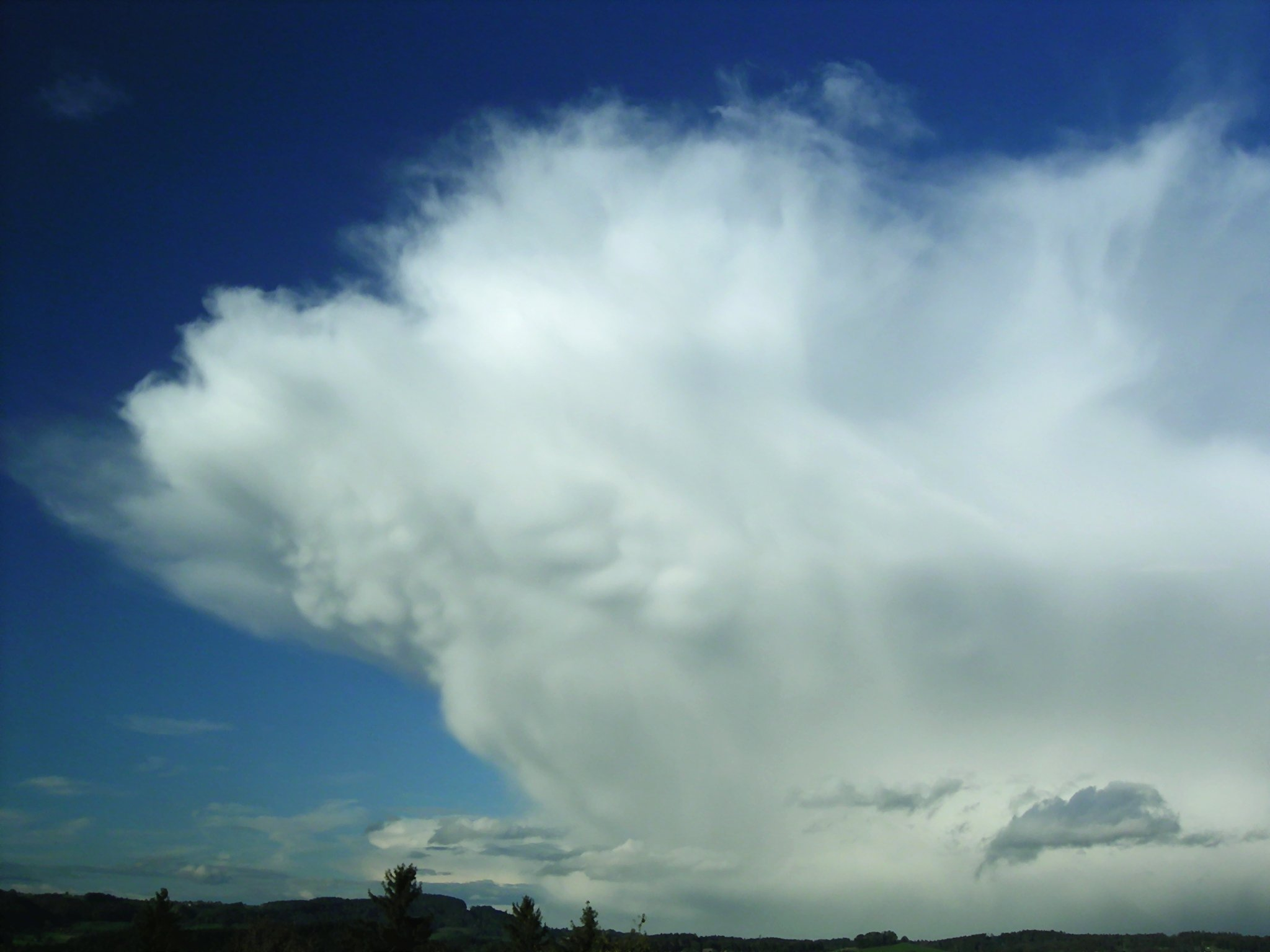
Mammas dans la partie avant supérieure d'un cumulonimbus

On retrouve généralement les mammas avec les cumulonimbus puisque ces derniers se produisent dans une atmosphère fortement instable. Cependant, ils se retrouvent dans la partie éloignée des précipitations comme l'enclume. 
Puisqu'on les retrouve dans les orages supercellulaires, souvent associés avec les tornades, il a été déduit erronément durant les années 1950 et 1960 que les mammas sont un signe prédicteur d'orages violents. En fait, ils ne sont qu'un sous-produit de convection qui n'a rien à voir avec les processus de formations des tornades, de la grêle ou des rafales descendantes qui se produisent dans une supercellule. La présence de mammas ne signifie donc pas qu'il y aura du temps violent.
Par contre, parce qu'il y a convection dans la couche où se produisent les mammas, on y retrouve de forts cisaillements des vents. De plus, comme ils sont souvent dans l'enclume, de la foudre s'y produit. Il est donc recommandé aux aéronefs d'éviter les zones de nuages mammatus.

### Mamma d'autres nuages

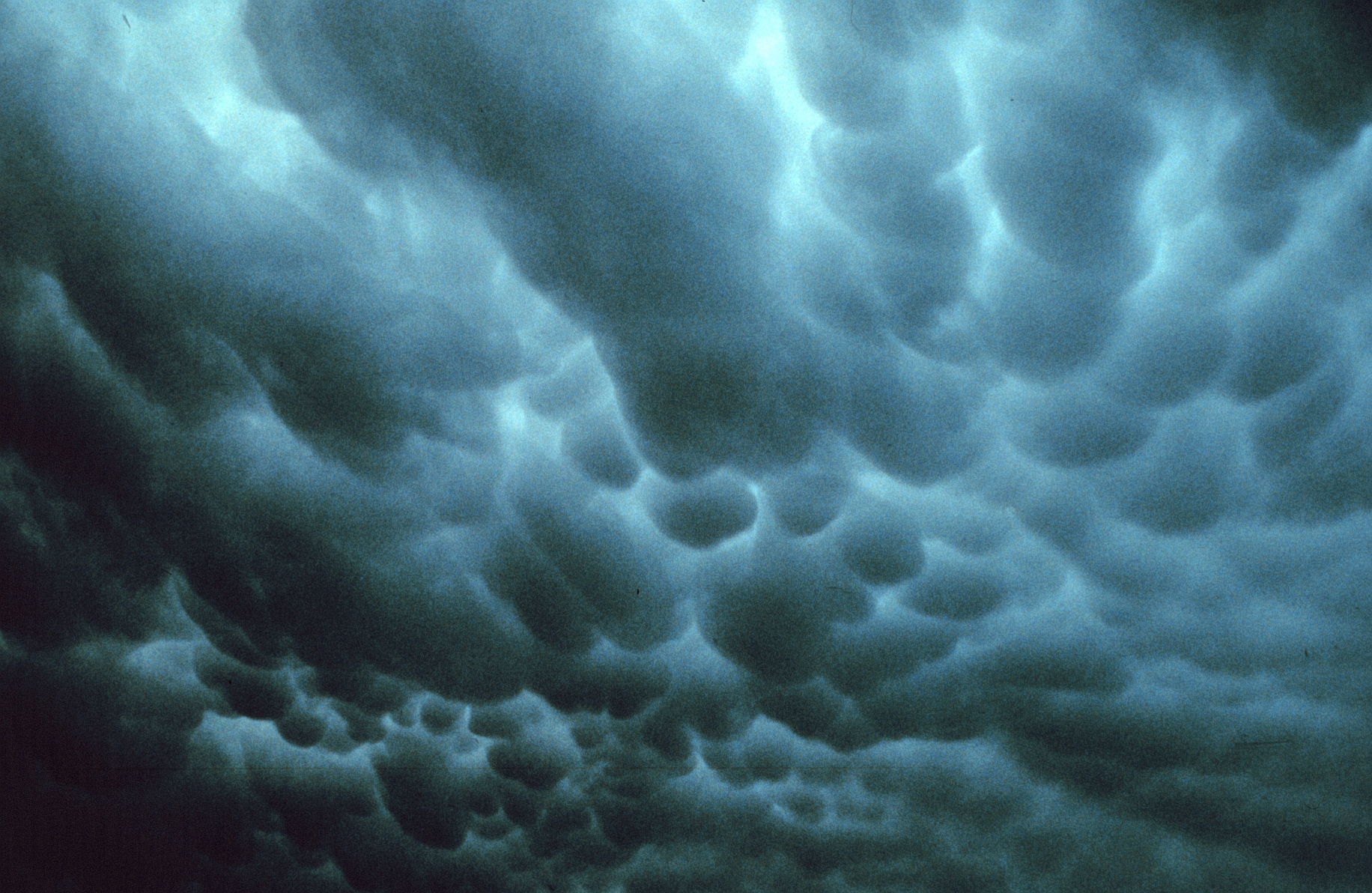
Mammas sur des altocumulus

Comme le mamma n'est pas une sorte particulière de nuages mais plutôt un phénomène particulier dû à la configuration des couches nuageuses et de l'air sec, on peut en retrouver à la base de plusieurs types de nuages : stratocumulus, altocumulus, altostratus, cirrus et cirrocumulus. Ces nuages ont des mouvements verticaux moins forts et les mammas y sont donc moins prononcés, ce qui rend leur signalement moins fréquent.